# Mundo curioso
Mundo curioso fue una fugaz serie de tiras creada por Sento en 1979 que apareció en los números 4 y 7 de "El Víbora".
Presentaba situaciones surrealistas protagonizadas por objetos inanimados (un paraguas, un cable, una cartera, etc.), lo que la alejaba del estilo feísta y el tono provocador (la denominada línea chunga) característico del resto de series de la revista, lo que explica su rápida cancelación.